# Сундарбан
Сундарба́н (англ. Sundarbans, бенг. সুন্দরবন Shundorbôn) — самый большой по территории мангровый лес на Земле. Расположен в дельте Ганга в Индии и Бангладеш. Отдалённую от океана часть Сундарбан покрывают сезонно затопляемые пресноводные болотные леса. Территория Сундарбан составляет 10 000 км², из которых 6000 км² находятся в Бангладеш. В 1997 году Сундарбан был включён в список всемирного наследия ЮНЕСКО. Хотя части Сундарбана, принадлежащие Индии и Бангладеш, являются частью единого экотопа, в список они были внесены по отдельности, как Сундарбан и национальный парк Сундарбан. На территории Сундарбана расположена сложная сеть приливных каналов, ваттов и маленьких островков с мангровыми зарослями. Регион является местом обитания легендарного бенгальского тигра, а также оленей, змей, множества видов птиц, бычьих акул, речных дельфинов и самых крупных хищников Азии — гребнистых крокодилов. По данным на 2010 год, в регионе обитало около 500 бенгальских тигров и около 30 000 оленей.
Плодородные почвы дельты Ганга на протяжении многих веков подвергались интенсивной культивации, в результате которой сохранились только небольшие анклавы изначального лесного покрова. Сохранившиеся леса и мангры Сундарбан являются важным местом обитания находящегося под угрозой исчезновения бенгальского тигра. Вдобавок к этому, Сундарбан выполняет критическую функцию барьера, защищающего миллионы обитателей Калькутты и прилегающих районов от циклонов.
Название Сундарбан с бенгали буквально переводится как «красивые джунгли» или «красивый лес» (сундар означает «красивый», а бан — «лес» или «джунгли»). Согласно другой версии, название произошло от деревьев сундари (местное название одного из видов эритьеры — Heritiera fomes), которые растут там в больших количествах.